# Антал Дунаи
Антал Дунаи (мађ. Dunai Antal, срп. Dujmov Antal), (Гара, 23. фебруар 1952) био је професионални фудбалер који играо на позицији везног играча за мађарски прволигашки клубове Дожа Печуј, Дожа Ујпешт и Дебрецин, затим  аустријски клуб Зимеринг и  био је мађарски фудбалски репрезентативац. Учествовао је на светским првенствима у фудбалу 1972. и три Олимпијаде 1964., 1968., 1972. године као играч и једној 1996.. као селектор. У спортској штампи познат је под именом Дунаи II. Завршио је Вишу економску школу у Баји 1961. године.

## Статистика
| Клуб              | Сезона            | Лига              | Лига     | Лига   |
| Клуб              | Сезона            | Дивизија          | Утакмица | Голова |
| ----------------- | ----------------- | ----------------- | -------- | ------ |
| Дожа Печуј        | 1961/62           | Прва лига         | 24       | 12     |
| Дожа Печуј        | 1962/63           | Прва лига         | 18       | 10     |
| Дожа Печуј        | 1963              | Прва лига         | 13       | 7      |
| Дожа Печуј        | 1964              | Прва лига         | 22       | 7      |
| Дожа Печуј        | Укупно            | Укупно            | 77       | 36     |
| Дожа Ујпешт       | 1965              | Прва Лига         | 24       | 12     |
| Дожа Ујпешт       | 1966              | Прва Лига         | 23       | 15     |
| Дожа Ујпешт       | 1967              | Прва Лига         | 30       | 36     |
| Дожа Ујпешт       | 1968              | Прва Лига         | 30       | 32     |
| Дожа Ујпешт       | 1969              | Прва Лига         | 26       | 16     |
| Дожа Ујпешт       | 1970              | Прва Лига         | 0        | 0      |
| Дожа Ујпешт       | 1970/71           | Прва Лига         | 46       | 29     |
| Дожа Ујпешт       | 1971/72           | Прва Лига         | 29       | 16     |
| Дожа Ујпешт       | 1972/73           | Прва Лига         | 22       | 11     |
| Дожа Ујпешт       | 1973/74           | Прва Лига         | 6        | 2      |
| Дожа Ујпешт       | 1974/75           | Прва Лига         | 14       | 2      |
| Дожа Ујпешт       | 1975/76           | Прва Лига         | 18       | 5      |
| Дожа Ујпешт       | Укупно            | Укупно            | 268      | 176    |
| Дебрецин          | 1976/77           | Прва лига         | 3        | 1      |
| Дебрецин          | 1977/78           | Прва лига         | 23       | 10     |
| Дебрецин          | Укупно            | Укупно            | 26       | 11     |
| Укупно у каријери | Укупно у каријери | Укупно у каријери | 371      | 223    |

- 2013. – Средњи крст мађарског ордена за заслуге[5]
- Члан Удружења бесмртних мађарских спортиста[6]
- MOB Награда за животно дело: 2019[7]

### Играч
- Олимпијске игре
  - златна медаља: Мексико 1968.
  - сребрна медаља: Минхен 1972.
- Европско првенство
  - четврти: Белгија 1972.
- Првенство Мађарске
  - шампион: 1969, 1970-пролеће, 1970/71, 1971/72, 1972/73, 1973/74, 1974/75
  - голгетер првенства: 1967, 1968, 1970
- Куп Мађарске у фудбалу (MNK)
  - победник: 1969, 1970, 1975
- Куп сајамских градова (VVK)
  - финалиста: 1968/69
- Члан куће славних Ујпешта: 1985